# Biskupice (ort i Tjeckien, Pardubice)
Biskupice är en ort i Tjeckien.   Den ligger i regionen Pardubice, i den östra delen av landet, 170 km öster om huvudstaden Prag. Biskupice ligger 350 meter över havet och antalet invånare är 446.
Terrängen runt Biskupice är kuperad åt nordväst, men åt sydost är den platt. Biskupice ligger nere i en dal. Runt Biskupice är det ganska tätbefolkat, med 86 invånare per kvadratkilometer. Närmaste större samhälle är Moravská Třebová, 14,0 km nordväst om Biskupice. Omgivningarna runt Biskupice är en mosaik av jordbruksmark och naturlig växtlighet.